# Фишинг

Пример фишингового письма, отправленного от почтового сервиса, запрашивающего «подтверждение авторизации»

Фи́шинг (англ. phishing от fishing «рыбная ловля, выуживание») — вид интернет-мошенничества, целью которого является получение доступа к конфиденциальным данным пользователей — логинам и паролям. Это достигается путём проведения массовых рассылок электронных писем от имени популярных брендов, а также личных сообщений внутри различных сервисов, например, от имени банков или внутри социальных сетей. В письме часто содержится прямая ссылка на сайт, внешне неотличимый от настоящего, либо на сайт с редиректом. После того как пользователь попадает на поддельную страницу, мошенники пытаются различными психологическими приёмами побудить пользователя ввести на поддельной странице свои логин и пароль, которые он использует для доступа к определённому сайту, что позволяет мошенникам получить доступ к аккаунтам и банковским счетам.
Фишинг — одна из разновидностей социальной инженерии, основанная на незнании пользователями основ сетевой безопасности: в частности, многие не знают простого факта: сервисы не рассылают писем с просьбами сообщить свои учётные данные, пароль и прочее.
Для защиты от фишинга производители основных интернет-браузеров договорились о применении одинаковых способов информирования пользователей о том, что они открыли подозрительный сайт, который может принадлежать мошенникам. Новые версии браузеров уже обладают такой возможностью, которая соответственно именуется «антифишинг».

## История
Техника фишинга была подробно описана в 1987 году, а сам термин появился 2 января 1996 года в новостной группе alt.online-service.America-Online сети Usenet, хотя возможно его более раннее упоминание в хакерском журнале 2600.

### Ранний фишинг наAOL
Фишинг на AOL тесно связан с варез-сообществом, занимавшимся распространением программного обеспечения с нарушением авторского права, мошенничеством с кредитными картами и другими сетевыми преступлениями. После того, как в 1995 году AOL приняла меры по предотвращению использования поддельных номеров кредитных карт, злоумышленники занялись фишингом для получения доступа к чужим аккаунтам.
Фишеры представлялись сотрудниками AOL и через программы мгновенного обмена сообщениями обращались к потенциальной жертве, пытаясь узнать её пароль. Для того, чтобы убедить жертву, использовались такие фразы, как «подтверждение аккаунта», «подтверждение платёжной информации». Когда жертва говорила пароль, злоумышленник получал доступ к данным жертвы и использовал её аккаунт в мошеннических целях и при рассылке спама. Фишинг достиг таких масштабов, что AOL добавила ко всем своим сообщениям фразу: «Никто из работников AOL не спросит Ваш пароль или платёжную информацию».
После 1997 года AOL ужесточила свою политику в отношении фишинга и вареза и разработала систему оперативного отключения мошеннических аккаунтов. В то же время многие фишеры, по большей части подростки, уже переросли свою привычку, и фишинг на серверах AOL постепенно сошёл на нет.

### Переход к финансовым учреждениям
Захват учётных записей AOL, позволявший получить доступ к данным кредитной карты, показал, что платёжные системы и их пользователи также уязвимы. Первой известной попыткой стала атака на платёжную систему e-gold в июне 2001 года, второй стала атака, прошедшая вскоре после теракта 11 сентября. Эти первые попытки были лишь экспериментом, проверкой возможностей. А уже в 2004 году фишинг стал наибольшей опасностью для компаний, и с тех пор он постоянно развивается и наращивает потенциал.

### Фишинг сегодня

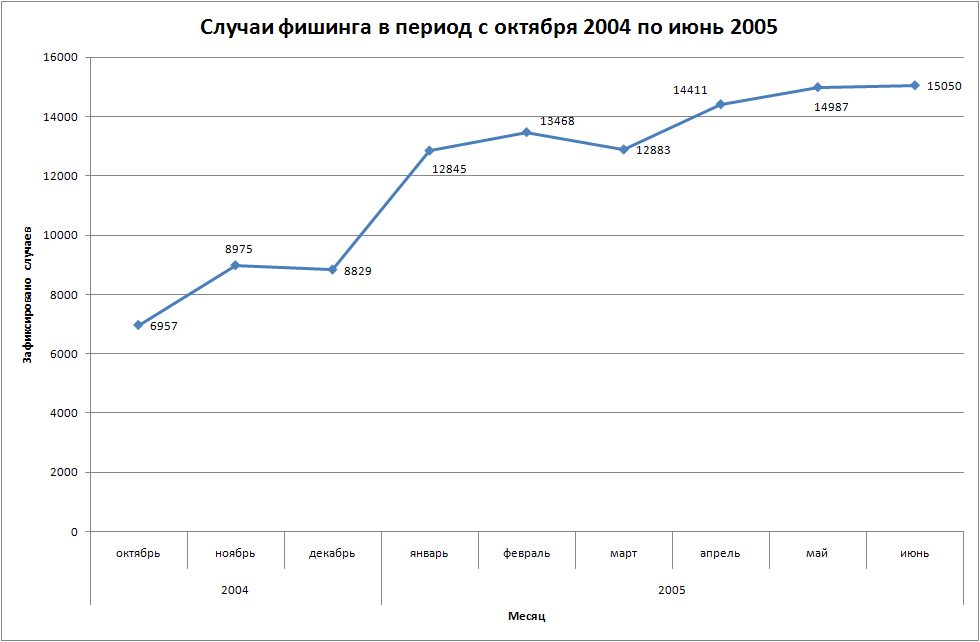
Диаграмма роста числа зафиксированных случаев фишинга

Целью фишеров сегодня являются клиенты банков и электронных платёжных систем. В США, маскируясь под Службу внутренних доходов, фишеры собрали значительные данные о налогоплательщиках. И если первые письма отправлялись случайно, в надежде на то, что они дойдут до клиентов нужного банка или сервиса, то сейчас фишеры могут определить, какими услугами пользуется жертва, и применять целенаправленную рассылку. Часть последних фишинговых атак была направлена непосредственно на руководителей и иных людей, занимающих высокие посты в компаниях.
Социальные сети также представляют большой интерес для фишеров, позволяя собирать личные данные пользователей: в 2006 году компьютерный червь разместил на MySpace множество ссылок на фишинговые сайты, нацеленные на кражу регистрационных данных; в мае 2008 года первый подобный червь распространился и в популярной российской сети ВКонтакте. По оценкам специалистов, более 70 % фишинговых атак в социальных сетях успешны.
Фишинг стремительно набирает свои обороты, но оценки ущерба сильно разнятся: по данным компании Gartner, в 2004 году жертвы фишеров потеряли 2,4 млрд долларов США, в 2006 году ущерб составил 2,8 млрд долларов, в 2007 — 3,2 миллиарда; в одних лишь Соединённых Штатах в 2004 году жертвами фишинга стали 3,5 миллиона человек, к 2008 году число пострадавших от фишинга в США возросло до 5 миллионов.

## Техника фишинга

### Социальная инженерия
Человек всегда реагирует на значимые для него события. Поэтому фишеры стараются своими действиями встревожить пользователя и вызвать его немедленную реакцию. Поэтому, к примеру, электронное письмо с заголовком «чтобы восстановить доступ к своему банковскому счёту …», как правило, привлекает внимание и заставляет человека пройти по веб-ссылке для получения более подробной информации.

### Веб-ссылки

Пример фишингового письма от платёжной системы, где внешне подлинная веб-ссылка ведёт на фишинговый сайт

Большинство методов фишинга сводится к тому, чтобы замаскировать поддельные ссылки на фишинговые сайты под ссылки настоящих организаций. Адреса с опечатками или субдомены часто используются мошенниками.
Например https://www.yourbank.example.com/ похож на адрес банка Yourbank, а на самом деле он ссылается на фишинговую составляющую сайта example.com. Другая распространённая уловка заключается в использовании внешне правильных ссылок, в реальности ведущих на фишинговый сайт. Например, https://ru.wikipedia.org/wiki/Правда приведёт не на статью «Правда», а на статью «Ложь».
Один из старых методов обмана заключается в использовании ссылок, содержащих символ «@», который применяется для включения в ссылку имени пользователя и пароля. Например, ссылка http://www.google.com@members.tripod.com/ приведёт не на www.google.com, а на members.tripod.com от имени пользователя www.google.com. Эта функциональность была отключена в Internet Explorer, а Mozilla Firefox и Opera выдают предупреждение и предлагают подтвердить переход на сайт. Но это не отменяет использование в HTML-теге <a> значения href, отличного от текста ссылки.
Ещё одна проблема была обнаружена при обработке браузерами Интернациональных Доменных Имён: адреса, визуально идентичные официальным, могли вести на сайты мошенников.

### Обход фильтров
Фишеры часто вместо текста используют изображения, что затрудняет обнаружение мошеннических электронных писем антифишинговыми фильтрами. Но специалисты научились бороться и с этим видом фишинга. Так, фильтры почтовых программ могут автоматически блокировать изображения, присланные с адресов, не входящих в адресную книгу. К тому же появились технологии, способные обрабатывать и сравнивать изображения с сигнатурами однотипных картинок, используемых для спама и фишинга.

### Веб-сайты
Обман не заканчивается на посещении жертвой фишингового сайта. Некоторые фишеры используют JavaScript для изменения адресной строки. Это достигается либо путём размещения картинки с поддельным URL поверх адресной строки либо закрытием настоящей адресной строки и открытием новой с поддельным URL.
Злоумышленник может использовать уязвимости в скриптах подлинного сайта. Этот вид мошенничества (известный как межсайтовый скриптинг) наиболее опасен, так как пользователь авторизуется на настоящей странице официального сайта, где всё (от веб-адреса до сертификатов) выглядит подлинным. Подобный фишинг очень сложно обнаружить без специальных навыков. Данный метод применялся в отношении PayPal в 2006 году.
Для противостояния антифишинговым сканерам фишеры начали использовать веб-сайты, основанные на технологии Flash. Внешне подобный сайт выглядит как настоящий, но текст скрыт в мультимедийных объектах.

### Новые угрозы
Сегодня фишинг выходит за пределы интернет-мошенничества, а поддельные веб-сайты стали лишь одним из множества его направлений. Письма, которые якобы отправлены из банка, могут сообщать пользователям о необходимости позвонить по определённому номеру для решения проблем с их банковскими счетами. Эта техника называется вишинг (голосовой фишинг). Позвонив на указанный номер, пользователь заслушивает инструкции автоответчика, которые указывают на необходимость ввести номер своего счёта и PIN-код. К тому же вишеры могут сами звонить жертвам, убеждая их, что они общаются с представителями официальных организаций, используя фальшивые номера. Чаще всего злоумышленники выдают себя за сотрудников службы безопасности банка и сообщают жертве о зафиксированной попытке незаконного списания средств с его счёта. В конечном счёте, человека также попросят сообщить его учётные данные.
Набирает свои обороты и SMS-фишинг, также известный как смишинг (англ. SMiShing — от «SMS» и «фишинг»). Мошенники рассылают сообщения, содержащие ссылку на фишинговый сайт, — входя на него и вводя свои личные данные, жертва аналогичным образом передаёт их злоумышленникам. В сообщении также может говориться о необходимости позвонить мошенникам по определённому номеру для решения «возникших проблем».

## Борьба с фишингом
Существуют различные методы для борьбы с фишингом, включая законодательные меры и специальные технологии, созданные для защиты от фишинга.

### Обучение пользователей
Один из методов борьбы с фишингом заключается в том, чтобы научить людей различать фишинг и бороться с ним. Люди могут снизить угрозу фишинга, немного изменив своё поведение. Так, в ответ на письмо с просьбой «подтверждения» учётной записи (или любой другой обычной просьбой фишеров) специалисты советуют связаться с компанией, от имени которой отправлено сообщение, для проверки его подлинности. Кроме того, эксперты рекомендуют самостоятельно вводить веб-адрес организации в адресную строку браузера вместо использования любых гиперссылок в подозрительном сообщении.
Практически все подлинные сообщения организаций содержат в себе упоминание некой информации, недоступной для фишеров. Некоторые, например, PayPal, всегда обращаются к своим адресатам по именам, а письмо с общим обращением «Уважаемый клиент PayPal» может расцениваться как попытка фишинга. Письма от банков и кредитных учреждений часто содержат в себе часть номера счёта. Однако недавние исследования показали, что люди не различают появление первых цифр счёта или последних цифр, в то время как первые цифры могут быть одинаковы для всех клиентов финансового учреждения. Людям можно объяснить, что подозрительны любые письма, не содержащие какой-либо конкретной личной информации. Но фишинговые атаки начала 2006 года содержали подобную персональную информацию, следовательно, наличие подобной информации не гарантирует безопасность сообщения. Кроме того, по результатам другого исследования было выяснено, что присутствие личной информации существенно не изменяет процент успеха фишинговых атак, что свидетельствует о том, что большинство людей вообще не обращает внимания на подобные детали.
Антифишинговая рабочая группа считает, что обычные методы фишинга в скором времени устареют, поскольку люди всё больше узнают о социальной инженерии, используемой фишерами. Эксперты считают, что в будущем более распространёнными методами кражи информации будут фарминг и различные вредоносные программы.

### Технические методы

#### Браузеры, предупреждающие об угрозе фишинга
Другим направлением борьбы с фишингом является создание списка фишинговых сайтов и последующая сверка с ним. Подобная система существует в браузерах Internet Explorer, Mozilla Firefox, Google Chrome, Safari и Opera. Firefox использует антифишинговую систему Google. Opera использует чёрные списки PhishTank и GeoTrust и списки исключений GeoTrust. По результатам независимого исследования 2006 года Firefox был признан более эффективным в обнаружении фишинговых сайтов, чем Internet Explorer.
В 2006 году появилась методика использования специальных DNS-сервисов, фильтрующих известные фишинговые адреса: этот метод работает при любом браузере и близок использованию hosts-файла для блокировки рекламы.

#### Усложнение процедуры авторизации
Сайт Bank of America предлагает пользователям выбрать личное изображение и показывает это выбранное пользователем изображение с каждой формой ввода пароля. И пользователям банковских услуг следует вводить пароль лишь тогда, когда они видят выбранное изображение. Однако недавнее исследование показало, что отсутствие изображения не останавливает большинство пользователей при вводе пароля.

#### Борьба с фишингом в почтовых сообщениях
Специализированные спам-фильтры могут уменьшить число фишинговых электронных сообщений, получаемых пользователями. Эта методика основывается на машинном обучении и обработке естественного языка при анализе фишинговых писем.

#### Услуги мониторинга
Некоторые компании предлагают банкам и прочим организациям, потенциально подверженным фишинговым атакам, услуги круглосуточного контроля, анализа и помощи в закрытии фишинговых сайтов. Физические лица могут помогать подобным группам (например, PhishTank), сообщая о случаях фишинга.

### Юридические меры
26 января 2004 года Федеральная комиссия по торговле США подала первый иск против подозреваемого в фишинге. Ответчик, подросток из Калифорнии, обвинялся в создании веб-страницы, внешне схожей с сайтом AOL, и краже данных кредитных карт. Другие страны последовали этому примеру и начали искать и арестовывать фишеров. Так, в Бразилии был арестован Вальдир Пауло де Альмейда, глава одной из крупнейших фишинговых преступных группировок, в течение двух лет укравшей от 18 до 37 миллионов долларов США. В июне 2005 года власти Великобритании осудили двух участников интернет-мошенничества. В 2006 году японской полицией было задержано восемь человек по подозрению в фишинге и краже 100 миллионов иен (870 000 долларов США). Аресты продолжались в 2006 году — в ходе спецоперации ФБР задержало банду из шестнадцати участников в Европе и США.
В Соединённых Штатах Америки 1 марта 2005 года сенатор Патрик Лехи представил Конгрессу проект Антифишингового закона. Если бы этот законопроект был принят, то преступники, создающие фальшивые веб-сайты и рассылающие поддельную электронную почту, подвергались бы штрафу до 250 тысяч долларов и лишению свободы сроком до пяти лет. В Великобритании был принят Закон о мошенничестве 2006 года, предусматривающий ответственность за мошенничество в виде тюремного заключения сроком до 10 лет, а также запрещающий владение или разработку фишинговых инструментов для совершения мошенничества.
Компании также принимают участие в борьбе с фишингом. 31 марта 2005 года Microsoft подала 117 судебных исков в федеральный окружной суд США Западного округа, обвиняющих «Джона Доу» в получении паролей и конфиденциальной информации. Март 2005 года был отмечен началом партнёрства Microsoft и правительства Австралии по обучению сотрудников правоохранительных органов борьбе с различными киберпреступлениями, в том числе фишингом.
В январе 2007 года Джеффри Бретт Гудин из Калифорнии был признан виновным в рассылке тысяч сообщений электронной почты пользователям America Online от имени AOL, убеждая клиентов раскрыть конфиденциальную информацию. Имея шанс получить 101 год заключения за нарушения законодательства, мошенничество, несанкционированное использование кредитных карт, а также неправомерное использование товарных знаков AOL, он был приговорён к 70 месяцам заключения.
В Российской Федерации первое крупное дело против банды фишеров началось в сентябре 2009 года. По самым скромным оценкам мошенники похитили около 6 миллионов рублей. Злоумышленники обвиняются в неправомерном доступе к компьютерной информации и мошенничестве в особо крупном размере. Отдельные процессы имели место и ранее: так, в 2006 году суд признал виновным Юрия Сергостьянца, участвовавшего в похищении денег со счетов американских брокерских компаний. Мошенник был приговорен к 6 годам условного срока и возмещению компаниям ущерба в размере 3 миллионов рублей. Но в целом правовая борьба в России ограничивается лишь незначительными судебными разбирательствами, редко оканчивающимися серьёзными приговорами.
Как считает ведущий специалист Следственного комитета при МВД по расследованию преступлений в сфере компьютерной информации и высоких технологий подполковник юстиции Игорь Яковлев, основная проблема в расследовании подобных преступлений в России заключается в нехватке специалистов, обладающих достаточными знаниями и опытом, чтобы довести дело не только до суда, но и до обвинительного вердикта. Руководитель подразделения Центра информационной безопасности ФСБ России Сергей Михайлов добавляет, что «в России самое лояльное законодательство по отношению к киберпреступности». Также плохо налажено сотрудничество с зарубежными структурами, что мешает скоординированной борьбе с преступниками.